# Air West
Air West — суданская авиакомпания, базирующаяся в городе Хартум. Обслуживает внутренние пассажирские авиарейсы и международные грузовые чартеры. Основной базой авиакомпании является международный аэропорт Хартум, хабом является международный аэропорта Шарджа. Эта авиакомпания никак не связана с авиакомпаний Hughes Airwest из США, которая ранее работала под названием Air West.
Авиакомпания Air West официально входит в список авиаперевозчиков, которым запрещено летать в государства Европейского союза.

## История

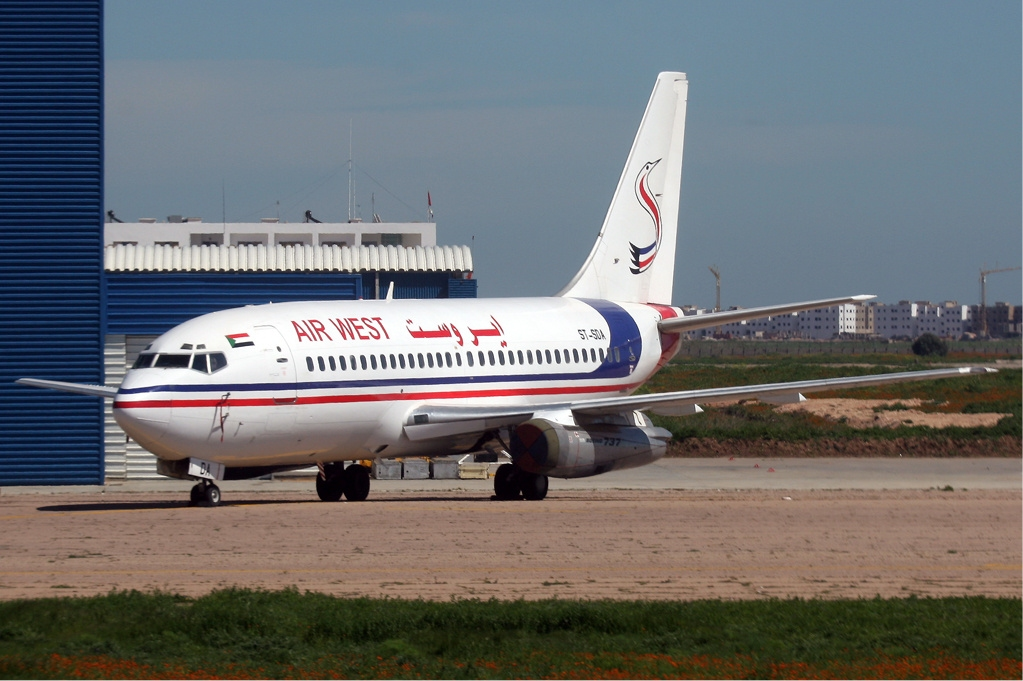
Самолёт авиакомпании в 2006 году

Авиакомпания была основана в апреле 1992 года и начала операционную деятельность в октябре 1992 года. 
Air West стала первой суданской авиакомпанией, которая начнет летать между Хартумом и Румбеком, где расположилась штаб-квартира Народной армии освобождения Судана.
Из-за несоответствия требования авиационной безопасности авиакомпании Air West были запрещены полёты в страны ЕС, также транзит над их территорией.

## Происшествия
- 3 февраля 2005 года самолёт Ил-76, принадлежащий East-West Airlines из Шарджи, вылетел из Шарджи с 46 тоннами гуманитарного груза для города Нялы из провинции Дарфур в Судане, с запланированным остановкой в Хартуме. Во время полёта экипаж связался с диспетчерами города Хартум и сообщил об обнаружении проблем с топливной системой самолёта. Экипажем было принято решение произвести аварийную посадку в Аад Бабака, который расположен в 15 км к западу от города Хартум. При заходе на посадку самолёт разбился примерно в 15 км от Хартума. Погибли все 7 членов экипажа. Среди погибших было 6 граждан Украины и 1 гражданин Судана[5].

- 24 января 2007 года Boeing 737 Air West, выполняющий рейс 612 с 95 пассажирами и 8 членами экипажами на борту, был захвачен во время выполнения полёта и затем угнан в город Нджамена (столица Чада). Самолёт, выполнявший рейс в город Эль-Фашир, вылетел из Хартума в 8:30 утра. По результатам последующего расследования было установлено, что на борту находился лишь один угонщик, 24-летний Абдельсиф Махамат, который был вооружен пистолетом и несколькими ножами. Он потребовал, чтобы самолёт начал полёт в Великобританию. После того, как угонщик понял, что топлива на борту самолёта не хватит для прямого полёта в Великобританию, он потребовал лететь в города Банги или Нджамену. Самолёт смог успешно приземлиться в городе Нджамена, после посадки все пассажиры были освобождены. Угонщик потребовал выдачи ему личных гарантий безопасности от посольства Франции в Чаде, а также попросил политическое убежище в Великобритании. Требования угонщика не было выполнены, после двадцати минут переговоров на земле он был арестован[6][7].

## Флот
По состоянию на 4 февраля 2018 года авиакомпания Air West в составе своего флота имеет следующие самолёты:
- 1 Airbus A300-600
- 2 Ан-24
- 1 Ан-28
- 1 Boeing 737-300QC
- 2 Fokker 50.

Всего эксплуатируется 7 воздушных судов.